# النا کوتا
النا کوتا (انگلیسی: Elena Cotta; ۱۹ اوت ۱۹۳۱) یک هنرپیشه اهل ایتالیا است.
از فیلم‌های او می‌توان به خیابانی در پالرمو اشاره کرد.